# کریستیان، ولیعهد دانمارک
کریستیان، ولیعهد دانمارک، کنت منپزات، (به دانمارکی: Christian Valdemar Henri John, prins til Danmark, greve af Monpezat) (زادهٔ ۱۵ اکتبر ۲۰۰۵) وارث بلافصل تاج و تخت دانمارک است. او فرزند ارشد شاه فردریک دهم و ملکه مری است. وی در زمان سلطنت مادربزرگش ملکه مارگرته دوم به دنیا آمد. او پس از به سلطنت رسیدن پدرش در ۱۴ ژانویه ۲۰۲۴ ولیعهد دانمارک شد.
خطوط هوایی اسکاندیناوی در سال ۲۰۰۶ اولین هواپیمای A319 تحویلی خود را به افتخار او کریستیان والدمار وایکینگ نام نهاد.

## وظایف سلطنتی

مونوگرام سلطنتی کریستیان

شاهزاده کریستیان در اولین وظیفه رسمی سلطنتی‌اش در اکتبر ۲۰۰۶ در افتتاح یک خانه جدید برای فیل‌های باغ وحش کپنهاگ به همراه پدر بزرگ‌اش شرکت کرد. وی در این مراسم با فشردن دکمه‌ای این خانه را افتتاح کرد. فیل‌ها هدیه‌ای از شاه و ملکه تایلند به ملکه شاهزاده هنریک دانمارک طی سفرشان به تایلند بودند.
او در ۱۱ ژانویه ۲۰۱۲ به همراه مادربزرگ‌اش از یک نقاشی ملکه، پدرش و خودش پرده‌برداری کرد.